# Orchomenella nana
Orchomenella nana är en kräftdjursart som först beskrevs av Kroyer 1846.  Orchomenella nana ingår i släktet Orchomenella, och familjen Lysianassidae. Det är osäkert om arten förekommer i Sverige.